# Wasserspiegelauslenkung
Die Wasserspiegelauslenkung ist als vorzeichenbehaftete Abweichung von einem gedachten oder festgelegten Ruhewasserspiegel definiert. Da letzterer durch die ausschließliche Wirkung der Erdbeschleunigung bedingt ist, ist zur Entstehung jeglicher Wasserspiegelauslenkung zumindest eine weitere Beschleunigung der Wasserpartikel erforderlich.
Zum Beispiel kommt es bei der Rotation des Wassers (bzw. einer anderen Flüssigkeit) in einem zylindrischen Behälter infolge der Zentrifugalbeschleunigung zu einer Wasserspiegelauslenkung in Form eines Rotationsparaboloids, dessen extreme positiven und negativen Abweichungen vom Ruhewasserspiegel dem Betrage nach gleich sind.
Demgegenüber stellt eine Folge sich fortbewegender abwechselnd positiver und negativer Wasserspiegelauslenkungen unterschiedlichen Betrages den Oberbegriff für die Arten von Wasserwellen dar, für deren Ausbildung neben der Erdbeschleunigung ebenfalls die Zentrifugalbeschleunigung essentiell ist.
Wellen mit nur positiver Wasserspiegelauslenkung werden als Einzelwelle, Schwallwelle oder Bore bezeichnet; Wellen mit nur negativer Wasserspiegelauslenkung dagegen als Sunkwelle.
Bei Schiffshebewerken mit Förderung auf schiefer Ebene muss der Betrag der Tangentialbeschleunigung auf {\displaystyle a\leq 0{,}015\,\mathrm {m/s} ^{2}} begrenzt werden, um schädliche Schiffsbewegungen infolge übermäßiger Wasserspiegelauslenkung im Schiffstrog zu vermeiden.